# Enrico Pessina
Enrico Pessina (Napoli, 7 ottobre 1828 – Napoli, 24 settembre 1916) è stato un giurista, filosofo e politico italiano.
Fu senatore del Regno d'Italia nella XIII legislatura.

## Biografia
Compì all'Università di Napoli sia studi giuridici che filosofici. Fu allievo di Pasquale Galluppi, di cui curò l'edizione postuma della "Storia della filosofia", un anno dopo la morte del filosofo calabrese.
Di idee liberali, fu oppositore dei Borboni, prendendo parte ai moti del 1848. L'anno successivo pubblicò il suo Manuale di diritto costituzionale che gli procurò la persecuzione della polizia e poi il carcere. Nel 1856 sposò Giulia Settembrini, figlia di Luigi Settembrini, all'epoca del matrimonio recluso nell’Isola di Santo Stefano. Nel 1860 Pessina fuggì dal Regno e risiedette a Livorno, per essere nominato l'anno dopo professore di diritto nell'Università di Bologna.
Con la caduta dei Borboni, tornò a Napoli dove fu sostituto procuratore generale. Deputato dal 1861 e poi Senatore del Regno d'Italia dal 1876 (XIII legislatura), fu ministro dell'agricoltura, dell'industria e del commercio nel Governo Cairoli I (1878) e ministro di grazia e giustizia e culti nel Governo Depretis VI (1884-1885).
Nel 1875 fondò la rivista giuridica Il Filangieri con Federico Persico.
Nel 1899 divenne socio dell'Accademia dei Lincei.
Morì nel 1916 nella sua casa in via del Museo Nazionale, strada che prese in seguito il suo nome: via Enrico Pessina. Anche il palazzo dove visse e morì è da allora ricordato col suo nome.

## Intitolazioni
Presso la sede storica dell'Università Federico II di Napoli c'è un'aula a lui intitolata.
A lui è dedicato uno dei 229 busti di italiani illustri che ornano la passeggiata del Pincio a Roma.

## Opere

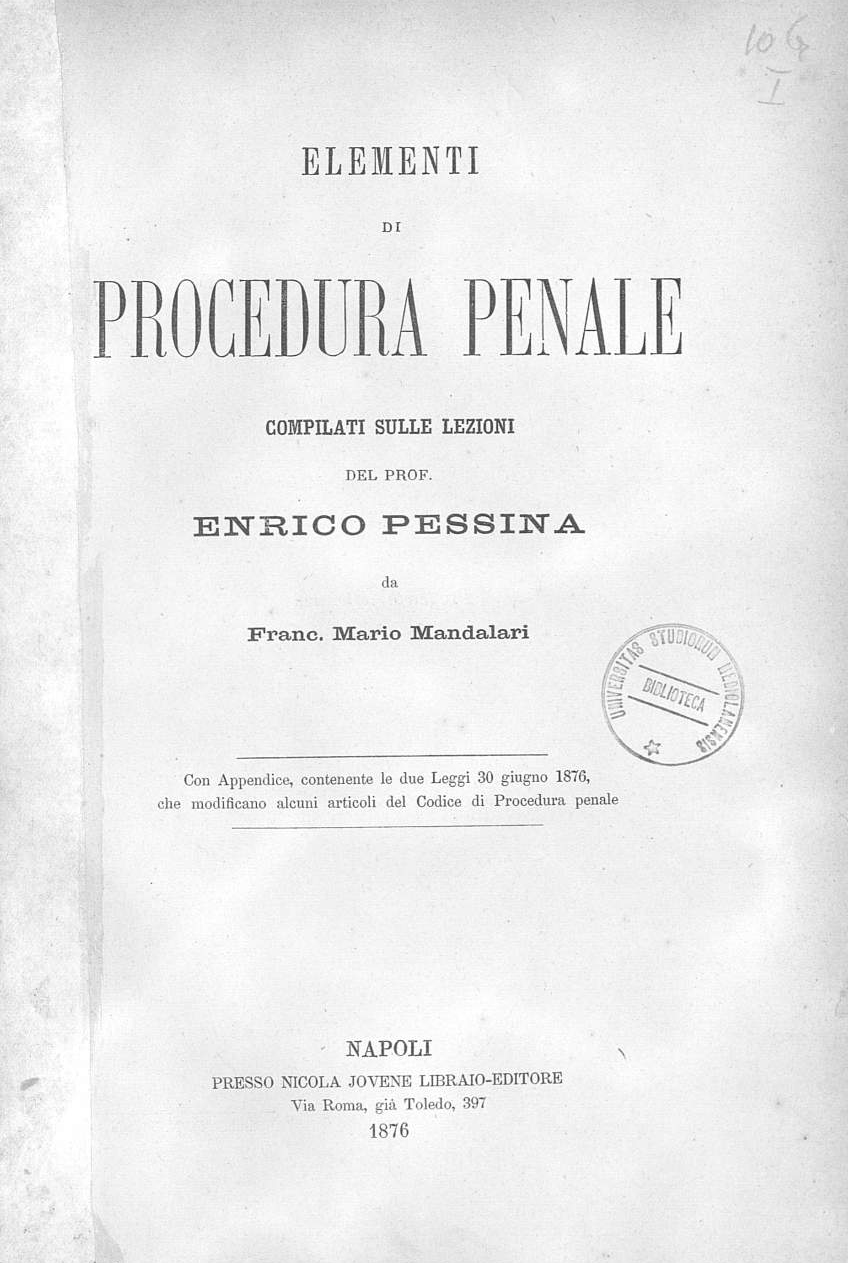
Elementi di procedura penale, 1876

Fra le numerose sue opere, si ricordano:
- Manuale del diritto pubblico costituzionale, Napoli: Stabilimento poligrafico, 1849.
- Elementi di procedura penale, Napoli, Nicola Jovene, 1876.
- il Naturalismo e le scienze giuridiche, discorso inaugurale letto nella Regia Università di Napoli il 17 dicembre 1878 da Enrico Pessina, Napoli: Tipografia dell'Accademia Reale delle Scienze, 1879 1876
- Elementi di diritto penale, vol. 1, Napoli, Riccardo Marghieri, 1882.
- Elementi di diritto penale, vol. 2, Napoli, Riccardo Marghieri, 1883.
- Elementi di diritto penale, vol. 3, Napoli, Riccardo Marghieri, 1885.
- Manuale del diritto penale italiano, Napoli: Eugenio Margheri, 1895

- Manuale del diritto pubblico costituzionale, con prefazione di Giorgio Arcoleo e introduzione di Ignazio Tambaro, Napoli: G. Priore, 1900